# Прущ (Ґрифицький повіт)
Прущ (пол. Pruszcz, нім. Prust) — село в Польщі, у гміні Бройці Ґрифицького повіту Західнопоморського воєводства.
Населення — 144 особи (2011).

## Демографія
Демографічна структура станом на 31 березня 2011 року:
|          | Загалом | Допрацездатний вік | Працездатний вік | Постпрацездатний вік |
| -------- | ------- | ------------------ | ---------------- | -------------------- |
| Чоловіки | 76      | 14                 | 58               | 4                    |
| Жінки    | 68      | 12                 | 44               | 12                   |
| Разом    | 144     | 26                 | 102              | 16                   |